# Cujubim
Cujubim este un oraș în Rondônia (RO), Brazilia.